# Élections législatives de 1986 en Polynésie française
Les élections législatives françaises de 1986 ont lieu le 16 mars. En Polynésie française, deux députés sont à élire dans le cadre d'un scrutin proportionnel par liste territoriale à un seul tour.

## Élus
| Député élu          |  | Parti |
| ------------------- |  | ----- |
| Gaston Flosse       |  | RPR   |
| Alexandre Léontieff |  | RPR   |

Nommé au gouvernement Chirac II en tant que secrétaire d'État au Pacifique sud, Gaston Flosse est remplacé par Édouard Fritch, suivant de la liste RPR-Tahoeraa.

## Listes en présence

### Extrême gauche (Ia mana)
| N° | Candidats      | Parti | Parti   | Principales fonctions  |
| -- | -------------- | ----- | ------- | ---------------------- |
| 01 | Jacqui Drollet |       | Ia mana | Conseiller territorial |
| 02 |                |       | Ia mana |                        |
|    |                |       |         |                        |
| 03 |                |       | Ia mana |                        |
| 04 |                |       | Ia mana |                        |

### Front de libération de la Polynésie
| N° | Candidats    | Parti | Parti | Principales fonctions |
| -- | ------------ | ----- | ----- | --------------------- |
| 01 | Oscar Temaru |       | FLP   |                       |
| 02 |              |       | FLP   |                       |
|    |              |       |       |                       |
| 03 |              |       | FLP   |                       |
| 04 |              |       | FLP   |                       |

### Parti socialiste polynésien
| N° | Candidats  | Parti | Parti | Principales fonctions |
| -- | ---------- | ----- | ----- | --------------------- |
| 01 | Paul Koury |       | PSP   |                       |
| 02 |            |       | PSP   |                       |
|    |            |       |       |                       |
| 03 |            |       | PSP   |                       |
| 04 |            |       | PSP   |                       |

### Divers gauche (Here ai'a)
| N° | Candidats     | Parti | Parti     | Principales fonctions              |
| -- | ------------- | ----- | --------- | ---------------------------------- |
| 01 | Jean Juventin |       | Here ai'a | Député sortant et maire de Papeete |
| 02 |               |       | Here ai'a |                                    |
|    |               |       |           |                                    |
| 03 |               |       | Here ai'a |                                    |
| 04 |               |       | Here ai'a |                                    |

### Divers gauche
| N° | Candidats  | Parti | Parti | Principales fonctions |
| -- | ---------- | ----- | ----- | --------------------- |
| 01 | M. Renault |       | DVG   |                       |
| 02 |            |       | DVG   |                       |
|    |            |       |       |                       |
| 03 |            |       | DVG   |                       |
| 04 |            |       | DVG   |                       |

### Rassemblement pour la République - Tahoeraa
| N° | Candidats           | Parti | Parti          | Principales fonctions                                                          |
| -- | ------------------- | ----- | -------------- | ------------------------------------------------------------------------------ |
| 01 | Gaston Flosse       |       | RPR - Tahoeraa | Député européen, président du gouvernement et maire de Pirae, ancien député    |
| 02 | Alexandre Léontieff |       | RPR - Tahoeraa | Vice-président du gouvernement et ministre de l'Économie (gouvernement Flosse) |
|    |                     |       |                |                                                                                |
| 03 | Édouard Fritch      |       | RPR - Tahoeraa | Ministre de l'Aménagement et de l'Équipement (gouvernement Flosse)             |
| 04 | Emma Tetuanui       |       | RPR - Tahoeraa | Chef du Service des affaires polynésiennes (SAP)                               |

### Divers droite (Ai'a Api)
| N° | Candidats       | Parti | Parti    | Principales fonctions |
| -- | --------------- | ----- | -------- | --------------------- |
| 01 | Émile Vernaudon |       | Ai'a Api | Maire de Mahina       |
| 02 |                 |       | Ai'a Api |                       |
|    |                 |       |          |                       |
| 03 |                 |       | Ai'a Api |                       |
| 04 |                 |       | Ai'a Api |                       |

## Résultats

### Résultats à l'échelle du territoire
| Liste Parti politique | Liste Parti politique                                                            | Tête de liste   | Tour unique | Tour unique | Sièges |
| Liste Parti politique | Liste Parti politique                                                            | Tête de liste   | Voix        | %           | Sièges |
| --------------------- | -------------------------------------------------------------------------------- | --------------- | ----------- | ----------- | ------ |
|                       | Ensemble pour la Polynésie française Rassemblement pour la République (Tahoeraa) | Gaston Flosse   | 30 570      | 41,12       | 2      |
|                       | Liste Ai'a Api Divers droite (Ai'a Api)                                          | Émile Vernaudon | 14 244      | 19,16       | 0      |
|                       | Liste Here ai'a Divers gauche (Here ai'a)                                        | Jean Juventin   | 13 039      | 17,54       | 0      |
|                       | Liste Ia mana Extrême gauche (Ia mana)                                           | Jacqui Drollet  | 6 676       | 8,98        | 0      |
|                       | Liste du FLP Front de libération de la Polynésie                                 | Oscar Temaru    | 4 735       | 6,37        | 0      |
|                       | ? Divers gauche                                                                  | M. Renault      | 4 230       | 5,69        | 0      |
|                       | Liste du PSP Parti socialiste polynésien                                         | Paul Koury      | 818         | 1,10        | 0      |
|                       |                                                                                  |                 |             |             |        |
| Inscrits              | Inscrits                                                                         | Inscrits        | 103 489     | 100,00      | 2      |
| Abstentions           | Abstentions                                                                      | Abstentions     | 27 652      | 26,72       |        |
| Votants               | Votants                                                                          | Votants         | 75 837      | 73,28       |        |
| Blancs et nuls        | Blancs et nuls                                                                   | Blancs et nuls  | 1 494       | 1,97        |        |
| Exprimés              | Exprimés                                                                         | Exprimés        | 74 343      | 98,03       |        |